# Rullende materiel
Rullende materiel indenfor jernbanetransport refererer til jernbanekøretøjer som lokomotiver, godsvogne, personvogne og togsæt. En forbundet serie af jernbanekøretøjer defineres som et tog.